# Боргата Сарете (Торино)
Боргата Сарете је насеље у Италији у округу Торино, региону Пијемонт.
Према процени из 2011. у насељу је живело 58 становника. Насеље се налази на надморској висини од 659 м.